# Liste des cours d'eau du Bangladesh
Vous trouverez ci-dessous une liste des principaux cours d'eau du Bangladesh.
| Cours d'eau                            | Longueur (km) |
| Arial Khan                             | 160           |
| Bangshi                                | 238           |
| Betna-Kholpotua                        | 191           |
| Bhadra                                 | 193           |
| Bhairab                                | 250           |
| Bhogai-Kangsa                          | 225           |
| Brahmapoutre-Jamuna (Jamuna 207)       | 276           |
| Buriganga                              | 27            |
| Chitra                                 | 170           |
| Dakatia                                | 207           |
| Dhaleshwari                            | 160           |
| Dhanu-Baulai-Ghorautra                 | 235           |
| Donai-Charalkata-Jamuneshwari-Karatoya | 450           |
| Gange-Padma (Gange 258, Padma 120)     | 378           |
| Gorai-Madhumati-Baleshwar              | 371           |
| Ghaghat                                | 236           |
| Karatoya-Atrai-Gur-Gumani-Hurasagar    | 597           |
| Karnafuli                              | 180           |
| Kobadak                                | 260           |
| Kumar (en)                             | 162           |
| Kushiyara                              | 228           |
| Little Feni-Dakatia                    | 195           |
| Lower Meghna                           | 160           |
| Matamuhuri                             | 287           |
| Mathabhanga                            | 156           |
| Nabaganga                              | 230           |
| Vieux Brahmapoutre                     | 276           |
| Punarbhaba                             | 160           |
| Rupsa-Pasur                            | 141           |
| Sangu                                  | 173           |
| Surma-Meghna                           | 670           |
| Tista                                  | 115           |